# Holmadmiral
Holmadmiral (schwedisch Holmamiral, dänisch Holmens Admiral) war ein Marineamt in Schweden und Dänemark. Innerhalb des Admiralitätskollegiums war der Holmadmiral in beiden Königreichen das dritthöchste Amt nach dem Reichsadmiral und dem Reichsvizeadmiral.
Mit Holmen, abgeleitet von dem sowohl im Schwedischen als auch im Dänischen gebräuchlichen Wort holm für kleine Insel, wurden im 17. und 18. Jahrhundert in Stockholm das Marinearsenal Skeppsholmen und in Kopenhagen die Flottenstation Holmen (bestehend aus den Kriegshäfen und Kriegswerften Nyholm, Bremerholm und Gammelholm sowie Arsenaløen, Frederiksholm, Dokøen, Batteriet Quintus und Margretheholm) bezeichnet. Der Holmadmiral war jener Flaggoffizier, der als Inspekteur den Befehl und die Oberaufsicht über den Kriegshafen der Hauptstadt und seine Kriegswerften hatte. Er war verantwortlich für den Bau und die Ausrüstung der Kriegsschiffe sowie Befehlshaber des im Hafen der Hauptstadt liegenden Geschwaders der schwedischen bzw. dänischen Kriegsflotte.

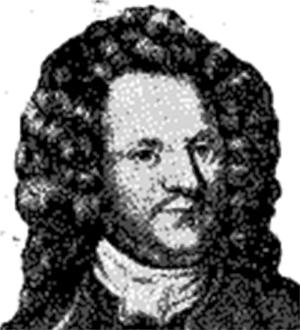
Hans Clerck war der letzte schwedische Holmamiral schottischer Abstammung
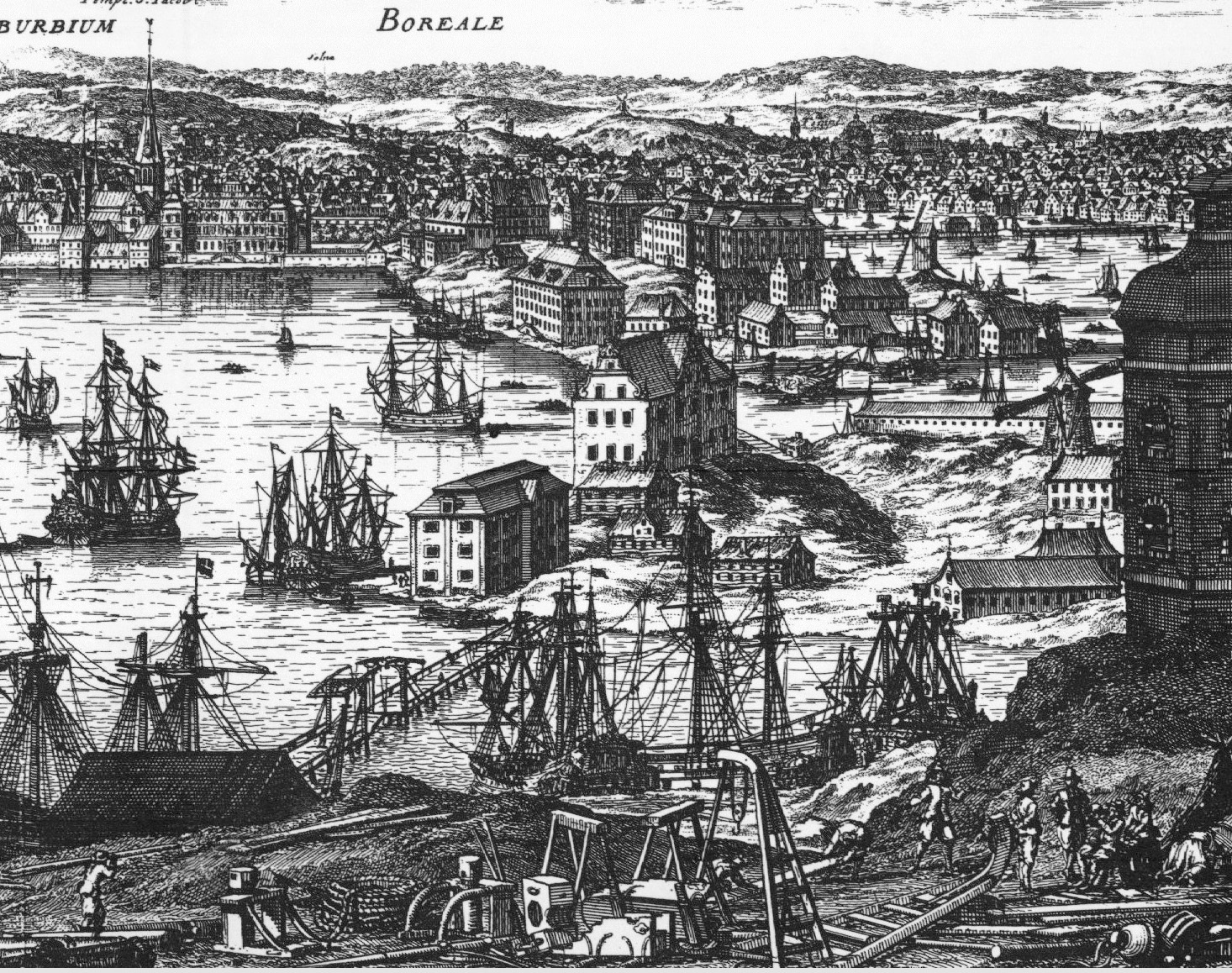
Kriegshafen, Werft und Kastell Skeppsholmen (Stockholm) um 1670
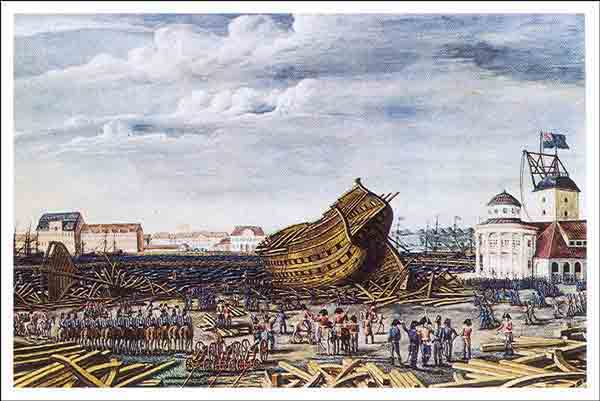
Die Kriegswerft in Holmen (Kopenhagen) wurde 1807 von Briten zerstört
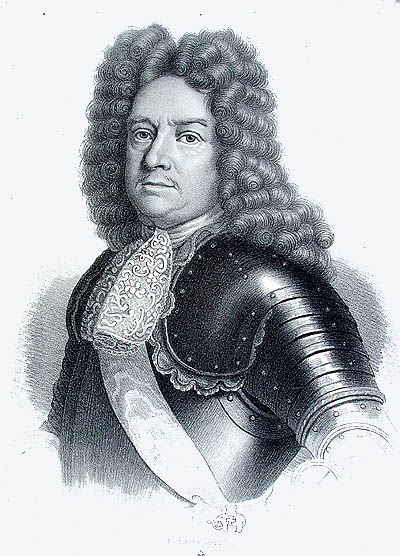
Niels Juel war der einzige dänische Holmens Chef im Admiralsrang

Holmadmirale gab es in Dänemark ab 1543, in Schweden ab 1606. Stellvertreter des Holmadmirals war der Holmkapitän (Holmkapten), seit 1638 der Holmmajor. Nachdem in Schweden 1618 der schottische Emigrant Rickard Clerck (Klerk) Holmadmiral geworden war, blieb dieses Amt bis 1679 faktisch im Besitz seiner Familie bzw. Nachkommen (Johan Clerck, Rickard Clerck jr., Hans Clerck). Ab 1680 gab es im neuen schwedischen Kriegshafen Karlskrona einen Vice Holmamiral, 1789 wurde das Amt des Holmadmirals abgeschafft.
In Dänemark war der Oberaufseher und Befehlshaber über Holmen nur von 1648 bis 1690 ein Admiralstitel, vorher und nachher (bis 1856) wurde er nur als Holmens Chef oder Overekvipagemester bezeichnet. Mit der Anlage neuer Kriegshäfen und der Umbenennung der dänischen Flottenstation Holmen in Marinestation Kopenhagen verschwanden diese Dienststellungen und ihre Bezeichnungen. Der Holmens Chef war ab 1937 nur noch Kommandant der Flottenstation Kopenhagen, die 2006 geschlossen wurde.